# Waiting in the Federals
Waiting on the Federals (o Seneca Square Dance) es una canción folklórica estadounidense. La pieza también tiene otros nombres alternativos como Federal Hornpipe o Take Me Back to Texas.

## Melodía
La canción es usada para las barn dances (bailes de granero), comunes en los Estados Unidos. A su vez, también es una Square Dance (baile del cuadrado). La canción cuenta con una melodía alegre y ha sido tocada en conjunto con Gypsy Princess, The Arkansas Traveler o Turkey in the Straw.

## Historia

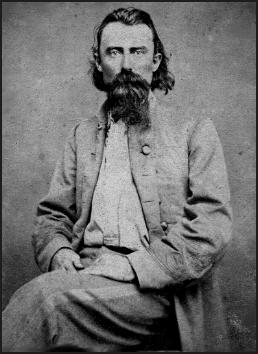
El oficial confederado Joseph O. Shelby

Podemos saber mucho sobre la historia de la canción viendo sus hasta 27 títulos.Según algunas fuentes esta canción tiene un origen irlandés. Sobre el origen del nombre Seneca Square Dance, lo más probable es que venga de la tribu india de los Seneca, migrados a Oklahoma tras la Guerra de 1812, o por la ciudad de Seneca, en Misuri. La canción también podría estar relacionada con el crimen (Waiting on the Federals/Running From the Federals) e incluso con la Guerra de Secesión (Shelby's Mule, haciendo referencia al general de caballería confederado Joseph Shelby). Aun así, las raíces de esta canción no están del todo claras. En Irlanda parece estar conectada con John Hoban's Polka, e incluso con la canción Drunken Sailor. En los Apalaches la melodia es similar a la canción tradicional Bonaparte's Retreat.

## Intérpretes
- Una de las más interesantes es la del músico Fiddlin' Bob, quien grabó una versión de esta canción con letra llamada Higher Up the Monkey Climbs.
- 2nd South Carolina String Band grabó esta canción junto con Kelton's reel.
- Ry Cooder incluyó está pieza en la película The Long Riders (en español: Forajidos de leyenda).